# Episodi di Beavis and Butt-head (ottava stagione)
L'ottava stagione della serie televisiva Beavis and Butt-head, conosciuta anche come Beavis & Butt-head: il ritorno (in originale: Mike Judge's Beavis and Butt-head), composta da 22 episodi, è stata trasmessa negli Stati Uniti, da MTV, dal 27 ottobre al 29 dicembre 2011.
In Italia è stata trasmessa dal 10 maggio al 4 ottobre 2012 su MTV. Il doppiaggio italiano è stato eseguito da Fabrizio Biggio e Francesco Mandelli rispettivamente nei ruoli di Beavis e Butt-head.
| nº | Titolo originale       | Titolo italiano             | Prima TV USA     | Prima TV Italia   |
| -- | ---------------------- | --------------------------- | ---------------- | ----------------- |
| 1  | Werewolves of Highland | Lupi mannari delle Highland | 27 ottobre 2011  | 10 maggio 2012    |
| 2  | Crying                 | Il frignone                 | 27 ottobre 2011  | 17 maggio 2012    |
| 3  | Daughter's Hand        | Chiedere la mano            | 3 novembre 2011  | 24 maggio 2012    |
| 4  | Tech Support           | Supporto tecnico            | 3 novembre 2011  | 31 maggio 2012    |
| 5  | Holy Cornholio         | Santo Cornholio             | 10 novembre 2011 | 7 giugno 2012     |
| 6  | Drones                 | Droni                       | 10 novembre 2011 | 14 giugno 2012    |
| 7  | Supersize Me           | Supersize Me                | 17 novembre 2011 | 21 giugno 2012    |
| 8  | Bathroom Break         | Pausa pipì                  | 17 novembre 2011 | 28 giugno 2012    |
| 9  | The Rat                | Il topo                     | 1º dicembre 2011 | 5 luglio 2012     |
| 10 | Spill                  | La fuoriuscita              | 1º dicembre 2011 | 12 luglio 2012    |
| 11 | Doomsday               | Il giorno del giudizio      | 1º dicembre 2011 | 19 luglio 2012    |
| 12 | Dumb Design            | Disegno demenziale          | 1º dicembre 2011 | 26 luglio 2012    |
| 13 | Copy Machine           | Fotocopiatrice              | 8 dicembre 2011  | 2 agosto 2012     |
| 14 | Holding                | Spacciatori                 | 8 dicembre 2011  | 9 agosto 2012     |
| 15 | Used Car               | La macchina usata           | 15 dicembre 2011 | 16 agosto 2012    |
| 16 | Bounty Hunters         | Cacciatori di taglie        | 15 dicembre 2011 | 23 agosto 2012    |
| 17 | Time Machine           | La macchina del tempo       | 15 dicembre 2011 | 30 agosto 2012    |
| 18 | Massage                | Il massaggio                | 15 dicembre 2011 | 6 settembre 2012  |
| 19 | School Test            | Test Finale                 | 22 dicembre 2011 | 13 settembre 2012 |
| 20 | Snitchers              | I Testimoni                 | 22 dicembre 2011 | 20 settembre 2012 |
| 21 | Whorehouse             | Bordello                    | 29 dicembre 2011 | 27 settembre 2012 |
| 22 | Going Down             | In discesa                  | 29 dicembre 2011 | 4 ottobre 2012    |

## Lupi mannari delle Highland
Beavis e Butt-Head provano a diventare dei vampiri per conquistare delle ragazze.

## Il frignone
Butt-Head becca Beavis che sta piangendo.

## Chiedere la mano
Beavis e Butt-Head chiedono la mano di una ragazza, non per sposarla, ma per poterla usare a piacimento.

## Supporto tecnico
Per errore, i due entrano in un centro di assistenza telefonica.

## Droni
Durante una visita guidata in caserma, Beavis e Butt-Head si staccano dal gruppo e finiscono nella sala controllo degli aerei pilotati a distanza.

## Santo Cornholio
Beavis cade nell'ennesimo "viaggio" per indigestione di antidolorifici, facendo riemergere lo spirito di Santo Cornolio.

## Supersize Me
Beavis e Butt-Head decidono di mangiare per 30 giorni Hamburger.

## Pausa pipì
Beavis e Butt-Head passano il loro turno di lavoro nel bagno del Burger World.

## Il topo
Beavis e Butt-Head catturano un topo e lo portano al lavoro.

## La fuoriuscita
Beavis e Butt-Head si aggregano a volontari che salvano uccelli pensando si tratti di un'attività con risvolti sessuali, in quanto "chick" in slang americano sta per ragazza.

## Il giorno del giudizio
Beavis e Butt-Head sono soli nel quartiere, evacuato per una fuga di materiale tossico.

## Disegno demenziale
Beavis e Butt-Head vengono sospesi per aver aderito alle tesi anti-evoluzioniste.

## Fotocopiatrice
Beavis rimane incastrato nella fotocopiatrice mentre tenta di fotocopiarsi le chiappe.

## Spacciatori
Beavis e Butt-Head sono scambiati per due pusher da attrici porno.

## La macchina usata
Beavis e Butt-Head fanno danni in un autosalone.

## Cacciatori di taglie
Beavis e Butt-Head diventano cacciatori di taglie, prendendosela con la gente comune invece di dare caccia ai criminali.

## La macchina del tempo
Beavis e Butt-Head sono in gita scolastica, ma pensano di essere tornati indietro nel tempo.

## Il massaggio
Beavis e Butt-Head scoprono che nel loro centro commerciale due massaggiatori cinesi massaggiano una donna.

## Test Finale
- Titolo originale: School Test
- Scritto da: Joe Stillman

### Trama
Il preside McVicker obbliga gli insegnanti a fare corsi intensivi a Beavis e Butt-Head.

## I Testimoni
- Titolo originale: Snitchers
- Scritto da: David Javerbaum

### Trama
Beavis e Butt-Head difendono in tribunale Todd da un'accusa di aggressione.

## Bordello
Beavis e Butt-Head faranno di tutto per entrare in un bordello di prostitute.

## In discesa
Beavis e Butt-Head rimangono bloccati in un ascensore con una bella ragazza, questa riesce a salvarsi e per i due l'unica possibilità di sopravvivenza si chiama "cannibalismo".